# Office of Biometric Identity Management
Office of Biometric Identity Management (OBIM) är en amerikansk federal myndighet som vars syfte är att stå till förfogande för USA:s inrikessäkerhetsdepartement och federala, delstatliga och lokala polisväsen för att identifiera personer via biometri som utgör hot mot USA:s inre intressen.
Myndigheten bildades i mars 2013 när den federala regeringen valde att avveckla föregångaren United States Visitor and Immigration Status Indicator Technology Program (US-VISIT). De är en del av National Protection and Programs Directorate.